# Музика Minecraft
Музичні теми гри пісочниці Minecraft досить обширні Вони поділяються на три «види»
1. Офіційні Альбоми[1][2]
2. Фан-пісні[3]
3. Музика з грам-платівок та cave.aif

### Перший Альбом
Minecraf — Volume Alpha — це перший альбом, який створений у 2011 з 24 пісень, який триває 58 хв 59 сек. Майже у всіх піснях використовується: Фортепіано-Піаніно та Синтезатора
- УВАГА *Увесь написаний опис до пісень — це видумка та хвора фантазія автора статті, який захотів розширити вміст, та розповісти про своє виживання у грі*

4 березня 2011 року виходить альбом під назвою Minecraft — Volume Alpha
| #   | Назва                    | Переклад                       | Тривалість | Опис Гри/Композиції/Музики |
| 1.  | «Key»                    | Ключ                           | 1:05       | Пісня починається і грає тихо і віддалено (немов у печері, або в темряві) грання на піано, а закінчується протяжною клавішею, яка пере- |
| 2.  | «Door»                   | Двері                          | 1:51       | ходить у наступні композицію. Після темряви та починається «розцвіт» дощ та пташиний спів з флейт, закінчується більш жвавим але тихим піаніно. |
| 3.  | «Subwoofer Lullaby»      | Колискова для сабвуфера        | 3:28       | Синтезатор грає все сильніше, на середині обривається, і починає грати більш миротворча музика (немов у безодні) під кінець грає фортепіано з скрипами, гра зростає і згасає, під кінець зовсім зникає |
| 4.  | «Death»                  | Смерть                         | 0:41       | Стів вночі, грають цвіркуни, між дубами бродить курча, Стів дістає лук, прицілюється та стріляє,… курча вмирає, Стів дістає поживне м'ясо, яке зможе з'їсти перед далекою подорожею |
| 5.  | «Living Mice»            | Живе Мишеня                    | 2:57       | Синтезатор грає акустичними нотками, під кінець композиції до синтезатора доєднюється піаніно та трикутник, завершується тихим відлунням |
| 6.  | «Moog City»              | Місто Муг                      | 2:40       | Наростає пісня з 8 нот синтезатора з відлунням більш тихої музики з цих же 8 нот, грає більш гучна музика. На 1:32 доєднюється фортепіано а на 1:45 скрипки, музика завершується знову 8 нотами але з довгограющою клавішею фортепіано.(назва відсилає на назву відомої компанії Синтезаторів) |
| 7.  | «Haggstrom»              | від швед. Черемха              | 3:24       | Грає трикутник з скрипками, на серединці обривається на декілька секунд, під кінець музика стає більш приглушеною, починає грати синтезатор і перемотана задом на перед музика зі скрипками, завершується приглушенням |
| 8.  | «Minecraft»              | Майнкрафт (логічно)            | 4:14       | Усім добревідома композиція, з синтезатора та скрипок, згадується постер майнкрафта, де Стів сидить посеред поля і дивиться у небо. |
| 9.  | «Oxygène»                | Оксиген / Кисень               | 1:05       | Тиха гра змінюється різкими але короткочасними «свистами» ніби то які доносяться з небес, ця композиція переходить |
| 10. | «Équinoxe»               | від. фран. Рівнодення          | 1:54       | у наступну. Грають більш жваві але спокійні ноти з трикутником, грають звуки синтезатора з акустикою(ніби то у космосі) — з французької назва пісні перекладається як Рівнодення |
| 11. | «Mice on Venus»          | Миша на Венері                 | 4:41       | Грає піаніно, відлунням схожим на падіння крапель, але музика все набирає темп, і потім різко обривається у довгу клавішу піаніно, але знову починають грати краплі, зі скрипками, завершується відлунням (ця композиція одна найчастіших, яка грає у грі) |
| 12. | «Dry Hands»              | Сухі Руки                      | 1:08       | Грає тихе приглушене піаніно, змінюється більш галасливою грою, але закінчується тишею |
| 13. | «Wet Hands»              | Вологі Руки                    | 1:30       | Більш галаслива гра, відчуваються нотки веселощі, закінчується як минула, тишею (назви двох пісень перекладаються як сухі та вологі руки) |
| 14. | «Clark»                  | Писар / Знавець                | 3:11       | Грає скрипка з відлунням, доєднюється піаніно та гітара з високими нотами (це є прикладом більше як розслабляючої композиції, ніж як минулі, які грали тільки якщо гравець подорожував або займався якимось ремеслом (майнингом, торгівлею або полюванням) |
| 15. | «Chris»                  | Кріс / Жертовник               | 1:27       | Жвава та енергійна гра на синтезаторі та піаніно,антипод минулій композиції |
| 16. | «Thirteen»               | Тринадцять                     | 2:56       | Досить дивна композиція, починається з протяжних церковних дзвонів, продовжується печерними звуками капель сталактитів, та відкриттям якоїсь таємної двері (більшість охрестили цю композиції як — проклятою, або ж зайвою) переривається ближче до кінця, чутно звуки плавання, ставлення блоків та репінням. Скільки я вже тут? день... рік... сторіччя? Мене тут замкнули? Я нічого не бачу, мені здається, я осліп. Але я чую, хтось ходить ззовні. |
| 17. | «Excuse»                 | Пробачення                     | 2:04       | Більш депресивна композиція (яка немов би пережила ці страшенні події після минулої) обривається а потім починає грати голосніше, і з дифетками (як от пониженням гучності) на фоні чутні легкі звуки печери |
| 18. | «Sweden»                 | Швеція                         | 3:35       | Піаніно грає досить гарну мелодію, подібно якомусь гімну (цікаво що назва перекладається як Швеція, країна, звідки пішла сама гра) |
| 19. | «Cat»                    | Кішка                          | 3:06       | Грає уривиста мелодія з синтезаторів, яка подібно назві (англ. Кіт) передаю всю природу цих створінь (безтурботні та кумедні, які люблять бути ніжними та нявчати) |
| 20. | «Dog»                    | Пес                            | 2:25       | Композиція ніби продовжує грати минулу, але активнішу та менш надривисту, подібно назві (англ. Пес) описуючи цих створінь (вірні та дружні, готові прийти на поміч, та погавчати, якщо є за що) |
| 21. | «Danny»                  | Денні / Помазник               | 4:14       | Спокійна гра на фортепіано, (досить рідкісна композиція) |
| 22. | «Beginning»              | Початківець                    | 1:42       | Тиха композиція, немов показуючи з чого весь ваш шлях починався, і до чого ви досягли. А що якщо це ще не кінець? Ps. надіюсь ви не захочете у пекло? |
| 23. | «Droopy Likes Ricochet»  | Друпі любить рикошет           | 1:36       | Гра на піаніно скрипках, та ледве чутному фаготі, до яких доєднуються басс та ритм. Завершується обриванням |
| 24. | «Droopy Likes Your Face» | Друпі подобається твоє Обличчя | 1:56       | Ця композиція доповнює минулу. В цій композиції звучать людські голоси, але під звуковими ефектами (відлуння робот,…) композиція завершується акустикою голоси робота (цікаво що у Спотіфай існують субтитри до пісні) |

#### Другий Альбом
Minecraft — Volume Beta
9 листопада 2013 року виходить альбом під назвою Minecraft — Volume Beta.
У цьому альбомі більше довготривалих композиції(Більше 5 хвилин)
| Minecraft — Volume Alpha | Minecraft — Volume Alpha | Minecraft — Volume Alpha            | Minecraft — Volume Alpha | Minecraft — Volume Alpha |
| ------------------------ | ------------------------ | ----------------------------------- | ------------------------ | --- |
| #                        | Назва                    | Переклад                            | Тривалість               | Опис Гри/Композиції/Музики |
| 1.                       | «Ki»                     | Кій (співзвучне з англ. словом Кey) | 1:32                     | Композиція ніби то повертає нас у минуле, або у початок гри, де ви ще без нічого, без знань і вмінь, без повних скарбниць з предметами,… |
| 2.                       | «Alpha»                  | Альфа                               | 10:03                    | Спокійна гра на фортепіано, яка вернула вас у стару-добру Альфа-версію. |
| 3.                       | «Dead Voxel»             | Мертвий Воксель                     | 4:56                     | Тиха композиція з акустикою, нагадує те що ви втратили за минулі подорожі, але те чого ви можете зробити з новими можливостями. |
| 4.                       | «Blind Spots»            | Сліпі Плями                         | 5:32                     | Трохи подібна на джаз, але це те, що ви так довго чекали, ваш перший, водночас такий старий захід сонця, за яким ви так довго спостерігали, ці спогади ніяк не забути. |
| 5.                       | «Flake»                  | Шар                                 | 2:50                     | Тиха мелодія стає чутливішою, ви розумієте що настала ніч, маленькі вогники з'являються у траві, а місяць світить і огортає воду. Під середину з'являється дивний звук, схожий на якесь дрізчання |
| 6.                       | «Moog City 2»            | Місто Муг 2                         | 3:00                     | Подібно Moog City з Альфа, цей став більш сучасним, та більш серйозним. |
| 7.                       | «Concrete Halls»         | Бетонні Зали                        | 4:14                     | Загадкова мелодія, яка немов би вертає у печери, у які ви вже давно не заходили.Ps. краще візьміть щит та меч. |
| 8.                       | «Biome Fest»             | Біом Фест / Свято Біома             | 6:18                     | Грає досить тихо, але чутно що грає синтезатор, під кінець він стає все чутнішим (назва «Свято Біомів» назване через добавлення нових та красивих біомів) |
| 9.                       | «Mutation»               | Мінливість                          | 3:05                     | Ледве чутна композиція «Minecraft», але вона стає голоснішою та більш кращою з добавлення акустики. |
| 10.                      | «Haunt Muskie»           | Хаунт Маскі                         | 6:01                     | Відчувається акустика синтезаторів та скрипки, які дають змогу піти за скарбами та інтересними блоками у біоми. |
| 11.                      | «Warmth»                 | Тепло / Ентузіазм                   | 3:59                     | Ви заблукали у темному біомі джунглів у пошуках данджу, але ви все ж рішились розпалити вогнище, і тут почався дощ, ви сидите та засинаєте, серед темних джунглів, але тут вас будить якийсь трустік! А, це усього лише оцелот,… |
| 12.                      | «Floating Trees»         | Плаваючі Дерева                     | 4:04                     | Ви просинаєтесь, і бродите по джунглям, у пошуках данджу, але ви бачите лише повалені дерева та річечку, яка веде вас у перед,… |
| 13.                      | «Aria Math»              | Арія Математики                     | 5:10                     | Ви прийшли у пустелю,… схоже ту немає нічого дивного, лише кактуси та пісок. Заждіть невже це піраміда-дандж!? Побіжали! |
| 14.                      | «Kyoto»                  | Кіото / Кіото                       | 4:09                     | О ні,.. схоже це був лише міраж,… Але не розчаровуйтесь, ви знайшли поселення, де ви зможете розповісти про свої пригоди,… схоже вони не розуміють вашу мову, але розуміють мову Економіки! Ви приходите у ліжко та засинаєте. |
| 15.                      | «Ballad of the Cats»     | Балада Котів                        | 4:35                     | Композиція змінилась, замість веселощів, тепер вас мучає голод, ви жадаєте чогось з'їсти, коли ви з'їли, вам полегшало, і ви бачите чудовий сон. |
| 16.                      | «Taswell»                | Прощання з Рідним                   | 8:35                     | Грає музика немов з мантр, які співали ті поселенці, коли йшли на службу, ви чуєте теплоту та спекотне сонце,… О, вже ранок!Час прокидатись! Ви вітаєтесь з селянинами, та йдете до пічок щоб зготувати сніданок. |
| 17.                      | «Beginning 2»            | Початківець 2                       | 2:56                     | Спокійна мелодія піаніно та синтезатора з акустикою та тихим хором. Це те що ви заслуговуєте за ваші старання- перші алмази, ви робите кайло, меч, та по інтересну один дивний блок, схоже він вміє програвати музику,… |
| 18.                      | «Dreiton»                | Різнотонний                         | 8:17                     | Ви спробували якось його ввімкнути, але нічого не вийшло, але ви не розчаровуєтесь, тому-що ви можете її знайти вбивши кріпера (вам цю пораду розповів мисливець), ви з думками про завтрашній день йдете додому спати, попрощавшись з усіма селянинами, та поставивши пиріг пектись на ніч, ви засинаєте з радістю в голові. |
| 19.                      | «The End»                | Кінець                              | 15:04                    | Ви просто гуляєте по галявині, але що це? Чорна діра? Ви вийшли в неї…Ви у пустоті? Це що КІНЕЦЬ?Що це за місце? Ви опиняєтесь на білому острівці, з колонами, схоже вони зроблені з чогось досить твердого, коли ви підійшли в цент, ви побачили ледве помітні силуети,… Вони схожі на людей, але вони темні, з фіолетовими очима, ви спробували підійти, але вони помчали з криками на вас, ви вже хотіли втекти, але вони просто стояли та дивились на вас,…Ви подумали що це якийсь розіграш, але один з цих людей-кінця (Enderman), підійшов до вас та промовив — «Ти — наше минуле,Ми — твоє майбутнє, ми всі колись були тобою, а ти будеш нами, тобі потрібно лише знищити бар'єр між нами та тобою, ми надіємось на тебе,… Стіве…» - Ви прокидаєтесь в холодному поту, вибігаєте на вулицю, і розумієте.що усе нормально, починає світати, півні кукурікають, кактуси видніються із-за дюн, а це був, усього лише погани сон,…Хіба ні? |
| 20.                      | «Chirp»                  | Щебетання                           | 3:06                     | Ви накінець-то знаходите пластинку в селянина, та вставляєте у автомат, ви чуєте дивну, але досить приємну стару мелодію з синтезаторів та барабанів, яка під середину звучить більш сучасніше. |
| 21.                      | «Wait»                   | Очікування                          | 3:54                     | Ви все ж таки наважились та вбили кріперів попаданням у голову,дружнім вогнем від скелета, та отримали 4 платівок. Її звучання безтурботне та ліниве, з синтезаторів низьких акустичних, та високих лагідних нот. Ви просто сидите та насолоджуєтесь цією композицією. |
| 22.                      | «Mellohi»                | Меллохі                             | 1:38                     | Друга платівка грає музику, яка начебто вернула вас в Америку 30-х, але вона стає більш чутна, ви чуєте тихий дитячий хор, досить миролюбна пісня, закінчується згасанням,… |
| 23.                      | «Stal»                   | Сталь                               | 2:23                     | Третя більш схожа на джаз, ви навіть трохи підтанцьовуєте під піаніно та саксофон, ви починаєте шукати кремній в піску, і ви попадаєте в ритм, вона досить,… Стривайте! Починає грати сопілка? Хоча, вона все ще гарно звучить, тому ви продовжуєте копати кремній, тепер у вас є навіть запас на скло, |
| 24.                      | «Strad»                  | Вулиця                              | 3:08                     | Ви вставили четверту пластинку, на ній грає спокійна гра барабанів та ганґв, до них доєднуються скрипки, і до кінця композиції вони вщухають. Вам дуже сподобалися ці платівки, і ви пішли у підземелля, за ще декількома, ви знайшли ще 5, а ще золоте яблуко та сідало. |
| 25.                      | «Eleven»                 | Одинадцять                          | 1:11                     | Ви ходите по печері та починаєте копати залізо і вугілля під красиву гру на піаніно. День 11. Я бачив деякі дивні події. Жителі села та інші гравці розповіли мені про «Далеку Землю». Я йду до цих страшних земель. Що б там не було, мене це не злякає!.. напевно. Останній доказ того, що гравцеві пощастило – це шматочок мапи від локації, де перебував таємний об’єкт. На жаль, йому не пощастило побачити ЕНДЕРМЕНА. Здається… він тут не один десяток років… Ви це почули? |
| 26.                      | «Ward»                   | Охоронець                           | 4:10                     | Починається з затишливої гри на синтезаторі високих та низьких тонів, до нього додається ритм а потім і протяжні ноти, які подібні о духових інструментів залишається лише ритм та фонові звуки, ви відчуваєте невеликий смуток, за минулим життям, але грають ноти схожі на техно, а потім повертається те що було на початку, завершується акустичними нотами |
| 27.                      | «Mall»                   | Алея                                | 3:18                     | Грає заспокійлива музика, яка породжує у вас тягу до нових пригоди, ви усеж рішаєтесь, на нову далеку пригоду, ви бачили старий портал з обсидіану, під яким булькотіла лава, і ви наміряні його відбудувати,… |
| 28.                      | «Blocks»                 | Блоки                               | 5:43                     | Ви дуууже дооовго руйнували блоки, настільки, що ви вже майже знайшли вцілілий коли бродили по світу, але у вас усе одно є свій, який ви хочете відбудувати,… Грає заспокійливий синтезатор з трикутником, та довгим але рідким басом |
| 29.                      | «Far»                    | Далечінь                            | 3:12                     | Ви дуже довго бродили, але ви не знаєте як активувати портал, ви йдете запальничкою, але вона зламана, через велику кількість спроб запалити кріпера, але ви йдете у гори, та добуваєте кремній для нової запальнички, ви йдете та,… |
| 30                       | «Intro»                  | Інтро                               | 4:36                     | Заждіть, у вас покілили скелети, прямо у спину, Ви закриваєте очі,…Невже це кінець?,….Невже тут нічого немає?,…Знову білий острівець, але він без колон, і без Ендерменів, невже все загублено,…вони вас не дочекались, але можливо дочекаються іншого Героя |

##### Nether Update
Lina Raine Minecraft: Nether Update
| #  | Назва                | Тривалість | Опис Гри/Композиції/Музики |
| -- | -------------------- | ---------- | --- |
| 1. | Chrysopoeia          | 5:03       | Ви відкрили портал у пеклі, тепер можна сказати що «Відкрився тур-сезон по Палким Краям», ви бачите вигорівши пустирі з незераку, та бачите великий пагорб, ви все йдете до його вершини, але ви чомусь йдете повільно,…О дідько! Це душі? Коли ви йдете то пісок-душ, як ви його назвали, видає дивні звуки схрипування, але ви усе йдете, до своєї мети, Ви ще на підйомі побачили дивне дерево синього та червоного колярів, ви прийшли, та побачили, що це досить дивні ліси. Дерева на дотик м'які але важко деформуються, а на верхівках гілок ростуть плоди які світяться! Що це за дивакуваті рослини? І як вони тут опинились? |
| 2. | Rubedo               | 5:12       | Після подорожі по біомам Незеру, вам стало цікаво — «Чи є тут щось на подобі руди?». Ви були праві, через пару десятків блоків копання, ви помітили золоті частинки у незераці, але їх мало щоб щось зробити потрібне, але через пару десяток хвилин ви вже назбирали на золоті інструменти та обладунки. Але яка користь від них? Вони й так легко пошкоджуюся! І тут ви чуєте звуки подібні до хрюків свиней, ви повертаєте голову за бік.та бачите дивних створінь. Пігліни (так ви їх назвали) були одягнуті у золоті обладунки та з арбалетами, їх було лише троє, але як тільки вони вас побачили, помчали на розбірки. Ви швидко вдягнули броню, але,…вони вас не б'ють? Схоже вони не роти з вами поторгувати? Нічогенькі штуки, схоже вони вас ведуть кудись, але куди,…Це схоже на,…руїни,… |
| 3. | So Below             | 5:18       | Ви потрапили у ці руїни під назвою «Фортеця». Вона виглядає досить хорошою для проживання, Пігліни тут бродять купами десяток, якщо не сотень. Діти парами катаються на великих створіннях схожих на кабанів, жінки носять їжу на золото. Ви проходите по великих коридорах та драбинах, та по дорозі вам зустрічаюся багацько скарбниць, але вам строго забороняють це робити, під загрозою смертної кари. Схоже вони вас вели до свого «Ватажка Свинарні», але ви замічаєте що він не дуже то й добре до вас відноситься, він вам щось дає і прохрюкує — «Це випробовування на ть, чи зможеш ти його пройти?» він спокійним тоном просить його прислужників розтерзати Вас на шмаття, та забрати усе накрадженне, але ви нічого не крали і навіть нічого не робили                                  |
| 4. | Pigstep (Mono Mix)   | 2:28       | Ви відібрали у нього пластинку, і наважились її поставити у автомат, коли вибіжали за межі фортеці, зібралося чи багацько їх, і коли Пігліни майже добігають до вас, вони починають,…Витанцьовувати? Але схоже в них досить хороший смак у музиці:) |
| 5. | Pigstep (Stereo Mix) | 2:29       | Ви теж починаєте танцювати при прослуховуванні даної пісні, вона не схожа на все що ви слухали у Верхньому світі. Вона в водночас таємнича і відкрита, заповнена злістю та радістю, життям та смертю. І коли пластинка закінчує грати, Ватажок говорить що ви пройшли випробовування, і маєте право забрати трохи золота та ресурсів зі скарбниць, а також забрати пластинку з собою. Але перед відходом, станцюємо ще раз?:) |

Музичні Платівки В Майнкрафт
на версії 1.19 існує 15 Дисків (платівок), їх можливо знайти: в печерах або підземеллях у скарбницях, у закинутій шахті, у фортеці Піглінів та багато ще.

##### Альфа Версія 1.0.14
1. Диск «13» — по вигляду має жовто-білий центр, по музичному супроводі чутно що, диск було записано для атмосфери стразу та невідомого: церковні дзвони на початку, постійне відлуння.багато звуків перешкод,… звук пірнання у воду після різького перериву слатівки, усе це дає відчуття страшного минулого цього дивного світу.
2. Диск «Cat» (англ. Кішка або Кіт) — має зелений центр, який трішки схожий на око котів.по звучанню розслабляючи та миролюбна пісня.

##### Офіціальна Версія 1.0.0
3. Диск «Blocks» (англ. Блоки) — має червоний центр, по звучанню миролюбна.але більш підходить під будування чогось (від чого може походити назва), досить довгий та трохи на доїдливий під кінець.
4. Диск «Chirp» (англ. Щебетання) — темночервоно-червонуватий центр. По звучанню нагадує дійсно щебетання, підходить до якоїсь праці (фермерство, скотарство,…)
5. Диск «Far» (англ. Даль) салатово-блакитний центр, По гучності не є дуже сильною, але розслаблюю. По назві можна зрозуміти, що пісня підходить під далекі подорожі або рибалки, також лісорубством або просто прослуховування.
6. Диск «Mall» (англ. Алея) — фіалково-фіолетовий центр. По звучанню спокійна, та тиха, під кінець відчувається зростання, але потім різке вщухання мелодій. Підходить до будівництва а також подорожей.
7. Диск «Mellohi» (англ. Мелонхол) — білий центр, з двома фіолетовими смужками. Відчувається весь меланхолічний та сумний настрій, але деяким ця композиція підходить, для шахтарських справ а також готування.
8. Диск «Stal» (важко перекладайме слово, найбільш нормальне слово англ. Сталь) — чорний центр. Спокійна мелодія на саксофоні та піано. Під середину на пісні з'являється флейта, яка одночасно не підходить, а одночасно і доповнює композицію. Деяким підходить до копання у шахтах, а також для прогулянок.
9. Диск «Strad» (англ. Страдіварі) — чисто білий центр. Підходить до морських пригод, або просто пригод, також для багатьох справ теж
10. Диск «Ward» (англ. Вартовий) — темно-ствіло зелений. Починається з уривку Похоронного маршу, але потім починає грати більш весела музика, яка передає усе життя після смерті(Існує теорія, що ця пластинка, це весь життєвий шлях кріпера). Досить весела пісня після закінчення середини.
11. Диск «11» — невідомий колір платівки, тому-що він розбитий, але схоже його можна з'єднати, то вставити у автомат. При прослуховуванні ми чуємо досить дивні звук (ніби то у печері). Схоже за якимось чоловіком женеться якесь створіння (він чи підпалює факел, чи просто підпалює поверхню, а також він читає якусь книжку). Існує теорія що на гравця напав Ендермен, який захотів вбити його.
ось відео з теоріями по цьому (на жаль одне на російській) https://youtu.be/wA_j2dB9DUc https://www.youtube.com/watch?v=XD8ZNaRNX80

##### 1.4.4
12. Диск «Wait» (англ. Очікування) — це диск синьо-голубий центром. Має більш веселу мелодію, ніж минулий, також підходить до будівництва або подорожей.

##### 1.16
13. Диск «Pigstep» (англ. Пігстеп) — диск зроблений з незераку.а посередині золота виплавка. По звучанню дуже хороша, але щоб її отримати потрібно піти у Бастіон або Фортецю Піглінів. Але якщо ви вставите її у автомати.усі Пігліни навколо вас(у радіусі 30 блоків) будуть кумедно витанцьовувати (навіть агресивні, які вже на вас напали)

##### 1.18
14. Диск «Otherside» (англ. Інша сторона) — синьо-зелений диск. Веселий по звучанню, підходить до усіх занять та ремесел.

##### 1.19
15. Music Disc 5. (англ. Музичний диск 5.) — Диск складається зі скалака, який видно на нижні частині платівки. Спершу звучить дивні звуки з повного підземелля, а потім починає грати досить хороша пісня
1. 1 2  Minecraft - Volume Alpha (укр.), 4 березня 2011, процитовано 28 вересня 2022
2. ↑  Minecraft - Volume Beta (укр.), 9 листопада 2013, процитовано 28 вересня 2022
3. ↑  Sawtooth44. The Greatest playlist of Minecraft Music.
4. ↑  Lina Raine. Minecraft:Nether Update.